# ASD Justo José de Urquiza
Asociación Social y Deportiva Justo José de Urquiza, zwany Justo José de Urquiza, lub najczęściej JJ Urquiza, jest argentyńskim klubem z siedzibą w mieście Loma Hermosa będącym częścią aglomeracji Buenos Aires.

## Osiągnięcia
- Mistrz piątej ligi argentyńskiej (Primera D Metropolitana): 1994

## Historia
Klub założony został 8 czerwca 1936 roku. Inspiracją dla nazwy klubu był generał i prezydent Argentyny Justo José de Urquiza.